# Claus Offe
Claus Offe   (Berlín, 16 de març de 1940) és un sociòleg alemany. És professor de sociologia política a la Hertie School of Governance. És doctor per la Universitat de Frankfurt i habilitat per la Universitat de Constança. Ha estat catedràtic de Ciències Polítiques i Sociologia Política per a diverses universitats alemanyes com Bielefeld (1975-1989) i Bremen (1989-1995), així com la Universitat Humboldt de Berlín (1995-2005). Ha treballat com a professor visitant per a diverses universitats, com l'Institut d'Estudis Avançats de Stanford, la Universitat Princeton i l'Australian National University, així com a la Universitat Harvard, la Universitat de Califòrnia a Bekeley i la New School University de Nova York.